# Каменщик (серийный убийца)
«Ка́менщик» (англ. Stoneman) — прозвище неизвестного серийного убийцы, который убил по меньшей мере 13 бездомных в Калькутте в 1989 году.

## Преступления
Преступник нападал на своих жертв, когда они спали, и проламывал им головы. Личности некоторых убитых маньяком бездомных не были установлены. Убийца также не был пойман. По подозрению в убийствах калькуттских бездомных было арестовано и допрошено множество людей, но не было улик для предъявления кому-то конкретному обвинения в убийстве. В итоге все подозреваемые по этому делу были освобождены. Случаи освещались местной The Telegraph.
Ранее, с 1985 по 1989 год в Бомбее произошла серия убийств бездомных. Головы спящих жертв были размозжены камнем. Убийцу этих людей, также названного «Каменщиком», в итоге также не поймали. Индийские следователи так и не пришли к однозначному выводу, могли ли все эти убийства быть совершены одним и тем же человеком, или у «Каменщика» были подражатели. Если за обеими сериями стоит один и тот же человек, то на его счету как минимум 26 убийств.

## В массовой культуре
- Х/ф. «The Stoneman Murders[англ.]» (2008)